# Stralsunder Straßennamen/F
Dies ist ein Verzeichnis der Straßennamen der Hansestadt Stralsund.
Das Verzeichnis nennt den Namen der Straße und (in Klammern) den Ortsteil. Dazu wird eine Erläuterung (Jahr der Benennung, Grund) zum Straßennamen gegeben. Wegen der großen Anzahl an Straßen wurde das Verzeichnis nach den Anfangsbuchstaben der Straßennamen aufgeteilt. Unter „Allgemeines“ finden Sie die Einleitung und Erläuterungen zu den Straßennamen allgemein.
Beispiel: Den Amanda-Weber-Ring finden Sie unter A.
- Fährhofstraße (Franken / Frankenvorstadt)

Ursprünglich hieß die heutige Fährhofstraße Vorhof. Allerdings wurde im Laufe der Zeit durch verschiedenen Stadtschreiber aus diesem Vorhof ein Fährhof, wahrscheinlich aus Unkenntnis der einstigen Bedeutung. Eine Fähre war jedoch nie in der Nähe dieser Straße vorhanden.

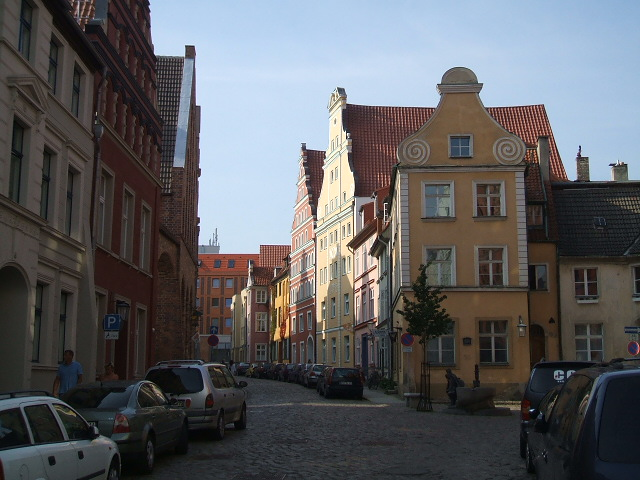
In der Fährstraße (2006)

- Fährstraße (Altstadt / Altstadt bzw. Bastionengürtel)

Die Fährstraße, 1270 bereits urkundlich erwähnt, zählt zu den ältesten Straßen Stralsunds. Sie führt vom Alten Markt zum Hafen, von dem aus der Fährverkehr nach Rügen erfolgte. Daher stammt der Name Fährstraße. Am Ende der Fährstraße standen einst das Fährtor sowie das Äußere Fährtor; 1874 wurde das Fährtor abgerissen. In der Fährstraße stehen die Geburtshäuser Carl Wilhelm Scheeles und Dr. Heinrich Kruses. In der Fährstraße starb am 31. Mai 1809 Ferdinand von Schill. Hier wohnte in den 1850er Jahren auch der Kaufmann Johann Wiechmann, der von hier aus seinen sauer eingelegten Hering an Reichskanzler Otto von Bismarck versandte und von diesem die Genehmigung erhielt, sein Erzeugnis Bismarckhering zu nennen. Die Kneipe „Zur Fähre“ am Ende der Fährstraße (1332 erstmals erwähnt) ist die älteste auf dem europäischen Kontinent und die drittälteste (nach zwei Kneipen in Wales und Irland) Europas.
- Fährwall (Altstadt / Altstadt bzw. Bastionengürtel)

Der Fährwall ist benannt nach einer ehemaligen Festungsanlage.
- Faulerhof

ehemaliger Straßenname, siehe Papenstraße
- Feldstraße (Tribseer / Tribseer Vorstadt bzw. Tribseer Wiesen bzw. Lüssower Berg / Am Umspannwerk)

- Filterstraße (Altstadt / Altstadt)

Die Filterstraße wurde 1325 erstmals erwähnt. Sie wurde benannt nach dem Handwerk der Filzer (Niederdeutsch: Vilter), die den für die Herstellung von Kopfbedeckungen notwendigen Filz herstellten. Nur der Abschnitt zwischen Böttcherstraße und Papenstraße hieß schon vor 1869 Filterstraße, wurde aber auch nach dem hier ansässigen Scharfrichter Bodelstraße oder Büttelstraße und Fronereienstraße genannt.
Der Abschnitt zwischen Heilgeiststraße und Böttcherstraße hieß bis 1310 Altböterstraße; die Altböter waren Handwerker, die alte Schuhe (alte böte) flickten.
Der Abschnitt zwischen Papen- und Langenstraße hieß bis 1869 Vergüldete Straße. Dies war eine Umschreibung für eine Bordellgasse.
- Finkenweg (Lüssower Berg / Am Lüssower Berg)

Benannt nach dem Finken. Die Straßen dieses Stadtviertels wurden überwiegend nach einheimischen Vogelarten benannt.
- Fischergang (Altstadt / Altstadt)

- Fischerstraße

ehemaliger Straßenname, siehe Schillstraße
- Fliederbusch (Grünhufe / Stadtkoppel)

Benannt nach dem Flieder. Viele Straßen dieses Stadtviertels wurden nach einheimischen Pflanzen und Sträuchern benannt.
- Frankendamm (Altstadt / Bastionengürtel bzw. Franken  / Frankenvorstadt)

Das Erreichen der Stadttore Stralsunds war nur über Dämme möglich. Diese wurden nach der Richtung benannt, in die sie von Stralsund aus verliefen, oder nach dem Stadtteil, der Ausgangspunkt war. Der Frankendamm verlief durch das Franken genannte Gebiet Stralsunds. Seine heutige Form entstand durch das Schleifen der Befestigungen nach dem Ende der Festungszeit Stralsunds. Wie auch die anderen Straßen bzw. Stadtteile mit dem Namensbestandteil Franken waren hier nicht die Franken als Volksstamm namensgebend, sondern eine reiche Kaufmannsfamilie namens Vranko bzw. Franken. Nach dieser Familie aus der späteren Frankenstraße (die Familie wohnte am Anfang dieser Straße, was die Benennung nach ihr rechtfertigte) wurden im Laufe der Zeit weitere Straßen, wie eben der Frankendamm und sogar Stadtgebiete benannt.
Der Frankendamm trägt diese Bezeichnung offiziell erst seit 1869. Allerdings wurde dieser Weg bereits 1317 als dammno vranconis bezeichnet. Vor 1869 hieß die relativ breite Straße Am Landwege. Der Abschnitt zwischen Innenstadt und Schlachthof hieß noch bis 1953 Frankenkronwerk. Vom 7. November 1953 bis zum 16. November 1961 war die gesamte Straße nach Stalin Josef-W.-Stalin-Straße benannt.
- Frankenhof (Franken / Frankenvorstadt bzw. Altstadt / Bastionengürtel)

Wie auch die anderen Straßen bzw. Stadtteile mit dem Namensbestandteil Franken waren hier nicht die Franken als Volksstamm namensgebend, sondern eine reiche Kaufmannsfamilie namens Vranko bzw. Franken. Nach dieser Familie aus der späteren Frankenstraße (die Familie wohnte am Anfang dieser Straße, was die Benennung nach ihr rechtfertigte) wurden im Laufe der Zeit weitere Straßen und sogar Stadtgebiete benannt. Der Frankenhof wird als Besitz der Familie Vranko erstmals 1270 urkundlich erwähnt.
- Frankenkronwerk

ehemaliger Straßenname, siehe Frankendamm
- Frankenstraße (Altstadt / Altstadt)

Wie auch die anderen Straßen bzw. Stadtteile mit dem Namensbestandteil Franken waren hier nicht die Franken als Volksstamm namensgebend, sondern eine reiche Kaufmannsfamilie namens Vranko bzw. Franken. Nach dieser Familie aus der späteren Frankenstraße (die Familie wohnte am Anfang dieser Straße, was die Benennung nach ihr rechtfertigte) wurden im Laufe der Zeit weitere Straßen und sogar Stadtgebiete benannt.
Die Straße wurde in der zweiten Hälfte des 13. Jahrhunderts planmäßig angelegt.
- Frankenwall (Altstadt / Altstadt bzw. Bastionengürtel)

Wie auch die anderen Straßen bzw. Stadtteile mit dem Namensbestandteil Franken waren hier nicht die Franken als Volksstamm namensgebend, sondern eine reiche Kaufmannsfamilie namens Vranko bzw. Franken. Nach dieser Familie aus der späteren Frankenstraße (die Familie wohnte am Anfang dieser Straße, was die Benennung nach ihr rechtfertigte) wurden im Laufe der Zeit weitere Straßen und sogar Stadtgebiete benannt.
Die Straße Frankenwall trug bis in die zweite Hälfte des 19. Jahrhunderts den Namen Frankenmauer. Nach dem Abriss der Stadtmauer an dieser Stelle erhielt die Straße nach mehreren Umbenennungen (Ende des 18. Jahrhunderts Wallstraße, ab 1844 Am Wall) im Jahr 1869 Frankenwallstraße. Ihren heutigen Namen Frankenwall erhielt sie zwischen 1951 und 1976 – genaue Angaben sind nicht mehr möglich.
- Franz-Pflugradt-Straße (Tribseer / Tribseer Wiesen)

Benannt nach dem Maler Franz Pflugradt. Seine Werke entstanden in der ersten Hälfte des 20. Jahrhunderts hauptsächlich in Zingst auf dem Darß.
- Franz-Schubert-Straße (Knieper / Kniepervorstadt bzw. Knieper Nord)

Benannt nach dem deutschen Komponisten Franz Schubert. Ein Bezug zu Stralsund besteht allerdings nicht direkt.
- Franz-Wessel-Straße (Franken / Frankenvorstadt)

Benannt nach Franz Wessel, der ab 1541 bis zu seinem Tod Bürgermeister von Stralsund war. In seiner Amtszeit und unter seiner Mitwirkung wurde in Stralsund die erste Bibliothek gegründet, die für jeden zugänglich war. Zudem förderte er die Reformation und setzte sich für die ärmeren Bevölkerungsschichten ein.
- Franzburger Weg (Tribseer / Tribseer Siedlung)

Benannt nach der Stadt Franzburg im Landkreis Vorpommern-Rügen.
- Franzenshöhe (Franken / Franken Mitte bzw. Frankensiedlung)

- Franziska-Tiburtius-Straße (Knieper / Knieper Nord)

Benannt nach der deutschen Ärztin Franziska Tiburtius. Auf der Insel Rügen geboren, war sie eine der ersten Ärztinnen in Deutschland und setzte sich für die Aufhebung des Studierverbots für Frauen ein. Sie absolvierte in Stralsund ihre Schulausbildung.
- Freienlande (Grünhufe / Freienlande)

Die Straße Freienlande ist die durch den gleichnamigen Stralsunder Ortsteil führende Hauptstraße.
- Friedrich-Engels-Straße (Knieper / Kniepervorstadt bzw. Tribseer / Tribseer Vorstadt)

Vor 1869 gehörte diese Straße zum Weg nach dem Hainholze. Ab 1869 wurde der Abschnitt zwischen Knieperdamm und Brücke über den Knieperteich in Teichstraße umbenannt, 1938 wurde der Abschnitt zwischen Brücke und dem Jungfernstieg, der bis dato Alter Jungfernstieg hieß, zur Teichstraße hinzugezogen.
Im Jahre 1946 wurde die Teichstraße in Friedrich-Engels-Straße zu Ehren des deutschen Politikers, Philosophen und Unternehmers Friedrich Engels benannt. Ein direkter Bezug zu Stralsund besteht nicht.
- Friedrich-List-Straße (Tribseer / Tribseer Vorstadt)

Benannt nach dem deutschen Wirtschaftswissenschaftler Friedrich List. Er engagierte sich für die Entwicklung des deutschen Eisenbahnwesens und gilt als einer der Wegbereiter des Deutschen Zollvereins. Ein unmittelbarer Bezug zu Stralsund besteht nicht.
- Friedrich-Loennies-Weg (Knieper / Knieper Nord)

- Friedrich-Naumann-Straße (Knieper / Kniepervorstadt)

Mitte der 1920er Jahre wird diese Straße als Hohe-Ufer-Straße erstmals erwähnt. Der Name ist auf die Lage nahe dem Strelasund zurückzuführen. Am 8. März 1946 wird die Straße in Anerkennung des Einsatzes des Theologen und Politikers Friedrich Naumann für den Frieden umbenannt. Ein direkter Bezug zu Stralsund besteht nicht.
- Friedrich-Stellwagen-Weg (Knieper / Knieper West)

Benannt nach dem deutschen Orgelbauer Friedrich Stellwagen aus Lübeck. Er war im 17. Jahrhundert vorrangig im norddeutschen Raum tätig. Als sein bedeutendstes Werk gilt die Stellwagen-Orgel in der Marienkirche Stralsund.
- Friedrich-Wolf-Straße (Knieper / Knieper West)

Benannt nach dem deutschen Schriftsteller und Arzt Friedrich Wolf. Ein direkter Bezug zu Stralsund besteht nicht.
- Fritz-Reuter-Straße (Franken / Frankenvorstadt)

Benannt nach dem niederdeutschen Schriftsteller Fritz Reuter. Ein direkter Bezug zu Stralsund besteht nicht.
- Fuchsweg (Tribseer / Tribseer Siedlung)

Benannt nach dem einheimischen Fuchs. In diesem Stadtteil wurden viele Straßen nach Tieren benannt.
- Füllenwiese

ehemaliger Straßenname, siehe Wulflamufer